# Coulonges-sur-Sarthe
Coulonges-sur-Sarthe és un municipi francès situat al departament de l'Orne i a la regió de Normandia. L'any 2007 tenia 496 habitants.

## Demografia

### Població
El 2007 la població de fet de Coulonges-sur-Sarthe era de 496 persones. Hi havia 177 famílies de les quals 46 eren unipersonals (25 homes vivint sols i 21 dones vivint soles), 76 parelles sense fills, 42 parelles amb fills i 13 famílies monoparentals amb fills.
La població ha evolucionat segons el següent gràfic:
Habitants censats

### Habitatges
El 2007 hi havia 240 habitatges, 186 eren l'habitatge principal de la família, 41 eren segones residències i 14 estaven desocupats. 214 eren cases i 26 eren apartaments. Dels 186 habitatges principals, 100 estaven ocupats pels seus propietaris, 80 estaven llogats i ocupats pels llogaters i 5 estaven cedits a títol gratuït; 2 tenien una cambra, 16 en tenien dues, 23 en tenien tres, 70 en tenien quatre i 75 en tenien cinc o més. 154 habitatges disposaven pel capbaix d'una plaça de pàrquing. A 98 habitatges hi havia un automòbil i a 63 n'hi havia dos o més.

### Piràmide de població
La piràmide de població per edats i sexe el 2009 era:
| Homes | Edats   | Dones |
| ----- | ------- | ----- |
| 0     | 95 o +  | 0     |
| 4     | 90 a 94 | 16    |
| 8     | 85 a 89 | 24    |
| 4     | 80 a 84 | 0     |
| 12    | 75 a 79 | 20    |
| 24    | 70 a 74 | 32    |
| 16    | 65 a 69 | 12    |
| 12    | 60 a 64 | 20    |
| 12    | 55 a 59 | 12    |
| 4     | 50 a 54 | 4     |
| 4     | 45 a 49 | 4     |
| 20    | 40 a 44 | 4     |
| 28    | 35 a 39 | 20    |
| 20    | 30 a 34 | 24    |
| 0     | 25 a 29 | 8     |
| 12    | 20 a 24 | 4     |
| 4     | 15 a 19 | 4     |
| 8     | 10 a 14 | 16    |
| 12    | 5 a 9   | 32    |
| 12    | 0 a 4   | 20    |

## Economia
El 2007 la població en edat de treballar era de 220 persones, 150 eren actives i 70 eren inactives. De les 150 persones actives 132 estaven ocupades (77 homes i 55 dones) i 18 estaven aturades (3 homes i 15 dones). De les 70 persones inactives 32 estaven jubilades, 18 estaven estudiant i 20 estaven classificades com a «altres inactius».

### Ingressos
El 2009 a Coulonges-sur-Sarthe hi havia 244 unitats fiscals que integraven 486,5 persones, la mediana anual d'ingressos fiscals per persona era de 15.237 €.

### Activitats econòmiques
Dels 20 establiments que hi havia el 2007, 1 era d'una empresa extractiva, 5 d'empreses de fabricació d'altres productes industrials, 5 d'empreses de comerç i reparació d'automòbils, 1 d'una empresa d'hostatgeria i restauració, 3 d'empreses financeres, 3 d'empreses de serveis i 2 d'empreses classificades com a «altres activitats de serveis».
Dels 2 establiments de servei als particulars que hi havia el 2009, 1 era una funerària i 1 taller de reparació d'automòbils i de material agrícola.
L'any 2000 a Coulonges-sur-Sarthe hi havia 12 explotacions agrícoles que ocupaven un total de 237 hectàrees.

## Poblacions més properes
El següent diagrama mostra les poblacions més properes.